# Прапор Білозерки
Пра́пор Білозе́рки затверджений 27 лютого 2003 р. рішенням № 19 на сесії Білозерської селищної ради.

## Опис
Перезатверджений 13 червня 2003 р. рішенням № 83 VI сесії селищної ради XXIV скликання. Квадратне полотнище складається із трьох горизонтальних смуг — білої, синьої та білої (співвідношення їхніх ширин рівне 1:2:1), посередині синьої смуги — елемент із герба селища (увінчаний капличкою щиток).
Автори — С.Дяченко, А.Журавленко.
Комп'ютерна графіка — В. М. Напиткін.